# Luis Sánchez Arrieta
Luis Sánchez Arrieta, nacido en Lugo hacia 1892 y fallecido en Madrid el 15 de febrero de 1963, fue un ingeniero, político y periodista gallego.

## Carrera

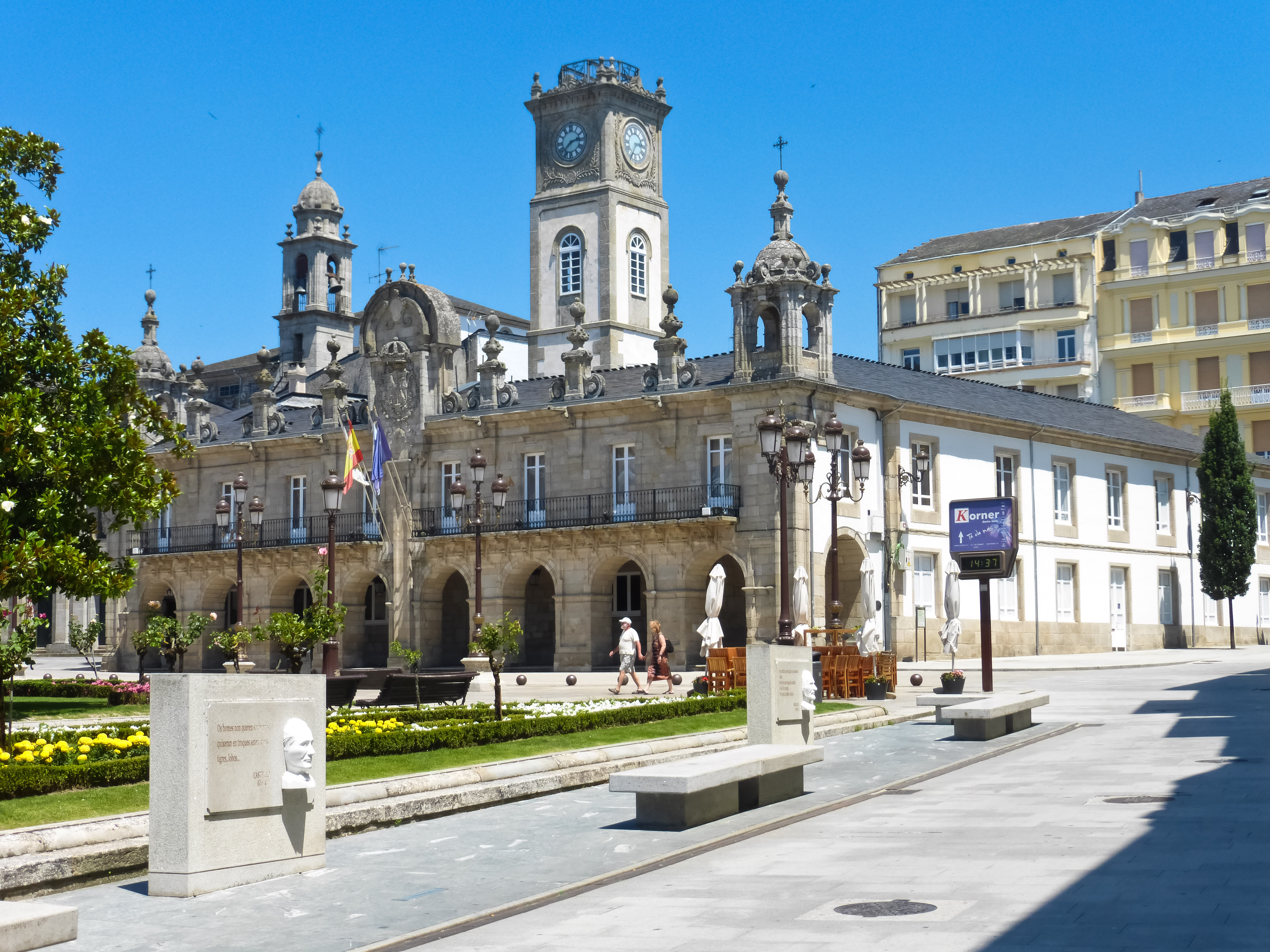
Casa consistorial de Lugo

Estudió en Lausana (Suiza) obteniendo el título de Ingénieur Constructeur. En los años 20 trabajó en la zona de Tremp (Lérida) en el proyecto de electrificación de Cataluña. Concejal en Lugo desde el 12 de enero de 1924, durante la dictadura de Primo de Riveray después primer teniente de alcalde y alcalde interino en varias ocasiones. También fue diputado provincial desde febrero de 1929. Fue miembro de la Junta Directiva de la Federación Católico-Agraria de Lugo en 1927  y presidente en 1929. 
Concejal monárquico electo el 12 de abril de 1931, ya en mayo el Sindicato Agrario que presidía fue prohibido en las elecciones a conselleiros. Un año después, el 24 de mayo de 1932, la Federación fue clausurada y, por orden del gobernador civil José López Bouza, Luis Sánchez fue arrestado junto a otros dos compañeros de la junta de dirección del Sindicato por alentar una protesta de los agricultores lucenses. Había sido nombrado director de La Voz de la Verdad en diciembre de 1930 en sustitución de Francisco Vázquez Saco, de la que permaneció como único propietario desde 1931, alineando el diario con los principios de la CEDA.
Durante la dictadura franquista pasó a Madrid e ingresó en la Unión Nacional de Cooperativas Agrarias donde dirigió el Departamento de fertilizantes químicos.

## Vida personal
Hijo de Victoriano Sánchez Latas y Petra Arrieta Fernández. Casó en 1917 en Madrid con Amparo Polidura Ortega. 